# 기사와촌 (나가노현)
기사와촌(일본어: 木沢村)은 일본 나가노현 시모이나군에 있던 촌이다. 현재의 이다시에 해당한다.

## 역사
- 1889년 4월 1일 - 정촌제 시행에 의해 기사와촌이 단독으로 자치체를 형성하였다.
- 1960년 4월 1일 - 도야마촌과 합병해 미나미시나노촌이 성립하여, 동일 기사와촌은 폐지되었다.